# آلخاندرو ارناندس (فیلم‌نامه‌نویس)
آلخاندرو اِرناندس دیاس (اسپانیایی: Alejandro Hernández Díaz‎؛ زادهٔ ۱۹۷۰) فیلم‌نامه‌نویس، رمان‌نویس و مربی دانشگاه است. وی در جنگ داخلی آنگولا شرکت داشت و از سال ۲۰۰۰ در اسپانیا سُکنا گزید. وی دانش‌آموختهٔ دانشگاه کارلوس سوم مادرید است. وی برندهٔ جایزهٔ بهترین فیلم‌نامه اقتباسی از جوایز حلقه نویسندگان سینمایی، برندهٔ جایزه گویا برای بهترین فیلم‌نامه اقتباسی و برندهٔ جایزهٔ کارمن بهترین فیلم‌نامه شد.
از فیلم‌هایی که وی در آن‌ها نقش داشته است، می‌توان به ۱۸۹۸، آخرین مردان ما در فیلیپین، آدم‌خوار و دوران سخت اشاره نمود.